# Système de nomination politique à Hong Kong
Le système de nomination politique est un système mis en place en 2008 par le gouvernement de Hong Kong afin de renforcer son équipe ministérielle qui complète le système de responsabilisation des fonctionnaires et introduit deux niveaux de fonctionnaires issus de nominations politiques sous les ministres, eux aussi issus de la nomination politique. Ces fonctionnaires ne rapportent qu'aux secrétaires, mais pas aux secrétaires permanentes, le plus haut niveau de la fonction publique. La nomination des sous-secrétaires et assistants politiques en extension du système de responsabilisation était à l'origine réservée aux hauts-fonctionnaires. Avant la mise en place du système, il y avait 14 nommés politiques, 3 secrétaires de département et 11 directeurs du bureau.
Les 24 nouveaux postes non issus de la fonction publique ainsi créés comprennent 11 sous-secrétaires et 13 assistants politiques. Tous les postes furent créés afin de travailler ouvertement de manière rapprochée avec les secrétaires des bureaux et les hauts-fonctionnaires afin d'appliquer le programme et l'agenda politique du chef de l'exécutif de Hong Kong dans un gouvernement dominé par l'exécutif. Huit nouveaux sous-secrétaires furent nommés le 20 mai, et 9 assistants politiques le 22 mai 2008.
De l’avis de l’exécutif lui-même, ces annonces ont été mal gérées, et il y a eu une critique étendue de nombreux points de ces nominations, en particulier au regard de la nationalité et de l’expérience des nommés, de la transparence du processus de recrutement et des salaires offerts. Donald Tsang dut s'excuser à contre-cœur. L'animosité publique a amené le vice-président chinois Xi Jinping à se référer aux « difficultés récentes » et à inciter urgemment Tsang à « gouverner sensiblement et raisonnablement ».

## Historique
Mi-2005, le chef de l'exécutif Donald Tsang a commencé à évoquer un système permettant de développer les carrières politiques des hommes et des femmes y aspirant en créant des postes intermédiaires. Le ministre des Affaires constitutionnelles Stephen Lam a déclaré espérer que cette reforme aiderait à étendre les opportunités de participation politique et élargir le réservoir de talents politiques tout en préservant un service public permanent, professionnel et politiquement neutre. Il a promis que d'autres idées seraient annoncées dans le discours de politique générale du chef de l'exécutif en octobre, précisant que les propositions seraient ouvertes à la consultation pour les agents du service public, les groupes politiques et la communauté hongkongaise.
Le 26 juillet 2006, le gouvernement a publié sa proposition pour les nominations politiques, dans lequel deux nouveaux postes, vice-directeur de Bureau et assistant au directeur seraient ajoutés à la couche de nomination politique de chacun des 11 bureaux de Hong Kong. De fait, chaque directeur serait assisté par deux nouveaux nommés constituant l'équipe politique; ces fonctionnaires s'occuperaient des tâches administratives et exécutives du gouvernement.
Il y a eu une certaine dose de confusion au moment du lancement de la consultation : Donald Tsang avait informé la presse le 17 juillet durant un voyage à Singapour que la proposition serait lancée à la fin des vacances d'été. Toutefois, son passage au Conseil exécutif fut accélère par le débat sur le suffrage universel lancé par Regina Ip et Anson Chan, lors de l'élection partielle de la circonscription de l'île de Hong Kong en 2007.

### Prémisses du système
En lançant une consultation publique sur quatre mois, le secrétaire aux Affaires constitutionnelles et chinoises, Stephen Lam, a déclaré que tous les secrétaires permanents et vice-secrétaires continueraient leurs responsabilités actuelles en étudiant, justifiant et concevant les politiques gouvernementales, alors que les nouveaux vice-directeurs nommés assisteraient les chefs des bureaux dans leurs relations avec les législateurs et fourniraient des conseils politiques de formulation et de mise en place des politiques; les assistants aux directeurs de bureaux organiseraient des entretiens rapprochant les chefs de bureau de la communauté. Lam a continué en arguant que l'équipe politique de 14 secrétaires à Hong Kong était trop petite par rapport au Canada ou au Royaume-Uni par exemple, où deux ou trois niveaux de ministres parlent au nom du gouvernement. Les changements renforceraient la gouvernance et préserveraient le système du service public. La proposition a coïncidé avec la publication d'une étude de la Fondation Bauhinia sur l'augmentation de l'engagement civique.
Lam a spécifié que les nominations ne seraient pas limitées aux membres des partis pro-gouvernementaux. Il a toutefois précisé que les candidats aux nouveaux postes devraient supporter le manifeste et la philosophie du chef de l'exécutif. Le gouvernement a déclaré avoir un objectif plus global d'élargir et d'améliorer les compétences du réservoir de talents politiques du territoire, en préparation du suffrage universel. Ces nouveaux postes seraient ouverts aux candidats issus ou non du service public, avec ou sans expérience politique. Lam a offert une sécurité supplémentaire à la neutralité du service public, en précisant que les fonctionnaires saisissant ces opportunités de postes politiques quitteraient la fonction publique et auraient interdiction d'y revenir,.
Il fut proposé qu'un vice-directeur soit payé entre 65 et 75 % du salaire reçu par le chef du bureau, soit entre 193 774 HKD et 223 586 HKD (18 000 à 21 000 Euros par mois); et qu'un assistant recevrait de 35 à 50 % du salaire du chef du bureau, soit entre 104 340 HKD et 149 057 HKD par mois. Les contrats expireraient avant le 30 juin 2012. En y ajoutant 11.9 millions de dollars pour les secrétaires personnels et les conducteurs, le coût total annuel avoisinerait 60 millions de dollars de Hong Kong, soit 5,616 millions d'euros.

### Réactions initiales aux propositions
Lau Kong-wah, vice-président de la Democratic Alliance for the Betterment and Progress of Hong Kong (en) (DAB, pro-gouvernemental) remarqua que deux niveaux supplémentaires de directeurs pourraient compliquer la mise en place des politiques gouvernementales. Il se montra aussi inquiet de l'efficacité de ces dépenses supplémentaires.
La directrice de Frontier, Emily Lau a déclaré que cette idée de nouvelles nominations politiques répondait au besoin du gouvernement d'offrir des postes bien payés à ses partisans. Le président du Democratic Party, Lee Wing Tat a lui déclaré que la proposition était faite sur mesure pour le DAB.
Margaret Ng du Civic Party s'est déclarée inquiète du fait que les nominations politiques ne feraient que retarder la mise en place du suffrage universel, en encourageant les gens à s'aligner avec un parti pro-gouvernemental. Elle doute que cela puisse permettre l'émergence de personnalités indépendantes et ayant le sens du service public, du fait que cette politique « exclut tous ceux qui ne supportent pas aveuglement le chef de l'exécutif. »

### Propositions finalisées
Le gouvernement a publié un rapport à ce sujet, après avoir pris en compte les opinions reçues durant la consultation publique. Le 14 décembre 2007, le Comite des Finances du Conseil Législatif a approuvé les dépenses gouvernementales des nominations.

## Annonce des nominations
Le gouvernement a nommé huit nouveaux sous-secrétaires le 20 mai et neuf assistants politiques le 22 mai 2008 dans le cadre de l'agenda politique du Chef de l'Exécutif. Tsang a décrit les nominations comme un jalon primordial du développement du système de nominations politiques de Hong Kong.
Trois nommés étaient membres du DAB pro-Pékin, et un du Liberal Party, et deux étaient associés à la Fondation Bauhinia. D'après l'activiste du gouvernement d'entreprise David Webb, pas moins de 7 nommés furent identifiés par la presse comme proches de la Fondation, un groupe de pression pour de grandes entreprises et des propositions proches du gouvernement central de Pékin.

### Sous-secrétaires
Les sous-secrétaires furent nommés dans le cadre du programme de nomination politique en tant que contractuels jusqu'au 30 juin 2012,.
| Nom romanisé           | Nom chinois | Âge lors de la nomination | Nationalité étrangère | Portefeuille d’attache                   | Métier précédent                                                                         | Salaire gouvernemental |
| ---------------------- | ----------- | ------------------------- | --------------------- | ---------------------------------------- | ---------------------------------------------------------------------------------------- | ---------------------- |
| Chen Wei-on, Kenneth   | 陳維安      | 43                        | N/A                   | Éducation                                | Directeur des Courses, HKJC                                                              | HK223,585 $            |
| Hui Hiu-fai, Florence  | 許曉暉      | 34                        | N/A                   | Affaires familiales                      | Directeur de la Planification des activités et du Développement, Standard Chartered Bank | HK223,585 $            |
| Leung Fung-yee, Julia  | 梁鳳儀      | 48                        | Britannique           | Services financiers et Trésor            | Directeur Exécutif, HKMA                                                                 | HK223,585 $            |
| Leung, Gabriel Matthew | 梁卓偉      | 35                        | Canadienne            | Nourriture et Santé                      | Professeur, université de Hong Kong                                                      | HK208,680 $            |
| Poon Kit, Kitty        | 潘潔        | 45                        | États-Unis            | Environnement                            | Professeur assistant, université polytechnique de Hong Kong                              | HK208,680 $            |
| Tam Chi-yuen, Raymond  | 譚志源      | 44                        | Britannique           | Affaires constitutionnelles et chinoises | Deputy Secretary for Home Affairs                                                        | HK208,680 $            |
| So Kam-leung, Gregory  | 蘇錦樑      | 49                        | Canadienne            | Commerce et Développement économique     | Notaire                                                                                  | HK223,585 $            |
| Yau Shing-mu           | 邱誠武      | 48                        | N/A                   | Transport et Logement                    | Directeur exécutif, Hong Kong Economic Times                                             | 208 680 HK$            |

### Assistants politiques
Les assistants politiques furent nommés dans le cadre du programme de nomination politique en tant que contractuels jusqu'au 30 juin 2012,.
| Nom romanisé            | Nom chinois | Âge lors de la nomination | Nationalité étrangère | Portefeuille d’attache        | Métier précédent                                               | Salaire gouvernemental |
| ----------------------- | ----------- | ------------------------- | --------------------- | ----------------------------- | -------------------------------------------------------------- | ---------------------- |
| Chan Chi-yuen, Paul     | 陳智遠      | 28                        | N/A                   | Nourriture et Santé           | Assistant de recherche, université municipale de Hong Kong     | HK$134, 150            |
| Cheung, Raymond Man-to  | 張文韜      | 46                        | N/A                   | Éducation                     | Avocat                                                         | HK134,150 $            |
| Choy Siu-min, Linda     | 蔡少綿      | 37                        | N/A                   | Environnement                 | Directeur des relations gouvernementales, Disneyland Hong Kong | HK149,055 $            |
| Lo Yik-kee, Victor      | 盧奕基      | 55                        | British               | Bureau de la Sécurité         | Commissaire de police (à la retraite)                          | HK134,150 $            |
| Mok Yee-tuen, Zandra    | 莫宜端      | 35                        | N/A                   | Travail et Sécurité sociale   | Journaliste;Dirigeant, Bauhinia Foundation                     | HK134,150 $            |
| Ng Kit-shuen, Katherine | 伍潔鏇      | 34                        | Singapour             | Services financiers et Trésor | Directeur juridique, Merrill Lynch HK                          | HK163,960 $            |
| Tsui Ying-wai, Caspar   | 徐英偉      | 31                        | Canada                | Affaires familiales           | Directeur des Services d’Investissement, Hang Seng Bank        | HK134,150 $            |
| Yip Kan-chuen, Frankie  | 葉根銓      | 38                        | N/A                   | Secrétariat aux Finances      | Responsable des relations publiques, HK Jockey Club            | HK134,150 $            |
| Young Chit-on, Jeremy   | 楊哲安      | 32                        | British               | Nourriture et Santé           | Logisticien                                                    | HK134,150 $            |

## Controverses

### Nationalité
Une dispute autour de la nationalité a immédiatement éclatée lorsque les démocrates ont attaqué Gregory So et d'autres nommés au sujet de leurs passeports étrangers. Le gouvernement a maintenu que ceci n'était pas interdit par la Loi fondamentale de Hong Kong. Donald Tsang a déclaré que les conditions de résidence de la loi fondamentale ne s'appliquaient qu'à un petit nombre de hauts fonctionnaires du gouvernement et de la justice. Il a ajouté que restreindre les postes à ceux n'ayant pas de droits de résidence à l'étranger se ferait au détriment de l'objectif d'attirer de nouveaux talents politiques enthousiastes.
« La situation à Hong Kong est unique, à partir du moment où vous vivez à Hong Kong depuis sept ans, vous pouvez devenir un électeur mais aussi un sous-secrétaire, » a déclaré le président du conseil exécutif, Leung Chun Ying. « La Loi Fondamentale ne fait pas de différence entre les nominations politiques et non-politiques. Elle requiert simplement que le premier juge soit chinois et que moins d'un cinquième du Conseil législatif soit de nationalité étrangère » a-t-il ajouté. Il a conclu qu'il serait peu approprié d'ajouter davantage de conditions en dehors de celles spécifiées par la Loi Fondamentale.
Albert Cheng a déclaré que la posture du Democratic Party mettait le principe « un pays, deux systèmes » en danger. Un éditorial du Standard indiquait qu'une restriction de nationalité réduirait en effet le nombre de talents potentiels disponibles pour le gouvernement et accusait « l'opposition » de vouloir marginaliser So à cause de son appartenance au DAB.
Toutefois, il y eut une vague de critiques de la part de trois anciens membres du gouvernement, entre autres, de la gestion des nouvelles nominations politiques par le gouvernement : l'ancien Secrétaire au Trésor John Chan a dit que le gouvernement « n'avait pas de sensibilité politique » tandis que Regina Ip déclara que l'administration avait fait une « erreur de jugement politique » ; l'ancien Secrétaire au Service Public Joseph Wong dit que le public a le droit et le besoin de connaitre les nationalités et salaires des nommés.
Le gouvernement demanda aux nommés de ne pas faire de commentaires individuels sur cette affaire. Toutefois, le 29 mai, Gregory So rompit le silence et déclara qu'il renoncerait à sa citoyenneté canadienne; Raymond Tam rendit aussi son passeport britannique. Au 4 juin 2008, cinq sous-secrétaires avaient déclaré qu'ils renonçaient à leurs passeports étrangers, citant l'opinion publique comme le facteur de ce choix, et un assistant avait aussi initié le processus de renonciation.
Dans un discours au Conseil législatif le 4 juin, Stephen Lam a défendu la position du gouvernement. Il a indiqué que la Loi fondamentale rendait clair le fait que les hauts-fonctionnaires devaient être des citoyens chinois résidents permanents à Hong Kong sans droit de résidence dans un pays étranger. Il a pointé le fait que les vice-directeurs de bureau ne sont pas des hauts-fonctionnaires, et ne sont pas nommés par le gouvernement central chinois, et qu'il ne leur est donc pas interdit d'avoir un droit de résidence dans un pays étranger. Il a ajouté que même s’ils remplaçaient les chefs de bureau en leur absence, cet arrangement n'était qu'une mesure administrative et ne contrevenait pas à la Loi Fondamentale. Donald Tsang a indiqué que les migrants revenant au pays ont contribué à faire de Hong Kong un succès; les recrutements faisaient « partie de la démarche du Gouvernement pour attirer des gens talentueux de différents univers afin de proposer un service public efficace et stable ». Il a espéré que le public accepterait que les cinq sous-secrétaires disposant d'un droit de résidence à l'étranger, et qui y avaient renoncé étaient impliqués dans la vie de ville, et que la situation se détendrait.

### Problème de transparence
Quelques jours seulement après que la dispute concernant la nationalité ne soit résolue, une autre est apparue concernant les niveaux de salaires des nommés, et la justification de ceux-ci. Jusqu'ici, le gouvernement n'avait indiqué qu'une estimation du salaire mensuel entre HK193,773 $ et HK223,586 $ pour les sous-secrétaires et entre HK104,340 $ et HK163,963 $ pour les assistants politiques,. En citant des pratiques communes dans le secteur privé et les autres gouvernements, Tsang a dit que le gouvernement ne publierait pas les salaires exacts individuels pour « éviter les comparaisons non nécessaires » et pour respecter le droit des individus au respect de leur vie privée. Le 5 juin, le South China Morning Post a porté plainte avec le Ombudsman pour pouvoir accéder aux informations sur les salaires des nommés.
La pression pour qu'une divulgation ait lieu a continué d'augmenter, et le 10 juin 2008, les nouveaux nommés ont tous choisir de révéler leurs salaires. Le communique de presse du gouvernement précisait que les nommés ont « volontairement divulgué leurs salaires, compte tenu de l'intérêt porté par le public à ce problème. » Le commentateur politique Frank Ching a critiqué la lâcheté du gouvernement qui se serait caché derrière les nommés.
Lors de la révélation des salaires individuels des nommés, le gouvernement a du affronter des questions supplémentaires sur l'absence d'expérience adéquate de certains des nommés. En se référant à l'exemple de Paul Chan, qui gagnait auparavant entre 20 000 et 30 000 dollars de Hong Kong par mois dans le secteur prive, le chef du Parti libéral James Tien a déclaré qu'il était « déraisonnable de voir qu'il gagnerait au moins 130 000 dollars. » Les démocrates ont continué à accentuer la pression sur le gouvernement pour qu'il donne des informations sur ses critères de sélection précis et son évaluation des nouveaux nommés, et les facteurs déterminant leur salaire; le PDG de CLP Group, et Président de la Chambre de Commerce de Hong Kong, Andrew Brandler, déclara que le gouvernement aurait dû être transparent depuis le début.
Les pan-démocrates ont continué à critiquer le système de recrutement des nominations politiques comme une « opération opaque », tandis que le Premier secrétaire Henry Tang défendait la transparence du processus. Donald Tsang dit que le public avait été « largement consulté » sur la proposition. Il ajouta « Bien que le mécanisme soit différent de celui des fonctionnaires, l'impartialité, les contrôles internes et l'équilibre étaient déjà inclus - [les nominations ont été] étudiées et approuvées par un comité de recrutement. » Tsang dit que le processus de recrutement fut « rigoureux ». Les nouveaux sous-secrétaires se sont engagés à coopérer avec les fonctionnaires et les législateurs, à écouter les avis publics et à gagner la confiance et la reconnaissance de la population.

### Réponses gouvernementales et excuses
Le Directeur du Bureau du chef de l'exécutif, Norman Chan, admit que le gouvernement avait sous-estimé la réaction publique à la nationalité des nominations politiques. Chan dit que la grille salariale avait pour objectif d'attirer les candidats les plus compétents. Il insista sur le fait que les salaires ne pouvaient être comparés à ceux des hauts-fonctionnaires disposant d'un logement, de voyages et d'autres indemnités. Les salaires des sous-secrétaires étaient les mêmes que ceux des hauts-fonctionnaires. Ils bénéficieraient d'un examen de leur salaire après deux ans, mais sans garantie d'une augmentation.
Donald Tsang s'est excusé du cafouillage gouvernemental lors de l'annonce des nouvelles nominations politiques : « Rétrospectivement, j'admets que les arrangements à ce sujet n'ont pas atteint complètement les annonces de la population, et je m'excuse de la controverse que cela a causé. » Tsang s'est excusé pour ne pas avoir organisé de rencontres entre les nouveaux nommés et le public, tout en maintenant qu'il y avait des principes importants à défendre vis-à-vis de la rémunération ou de la nationalité des nommés. En réaction aux critiques venant de Joseph Wong, il a déclaré « ...la chose la plus idiote est d'avoir des hommes politiques qui enfreignent la loi et abandonnent leurs principes pour des opérations politiques. À long terme, ce sont les plus grandes erreurs en politique et stupidité. » Les excuses de Tsang ont été perçues comme 'à contrecœur' et 'peu disposées'.
Dans une tentative de circonvenir le scandale, Stephen Lam a déclaré le 16 juin que les futurs nommés seront obliges contractuellement de révéler leurs salaires et conseillés de dévoiler leurs nationalités. Il a aussi déclaré que leur salaire pourrait être ajusté à la hausse comme à la baisse, et que leurs contrats pourraient être terminés avec un préavis d'un mois.

### Champ de responsabilités
La polémique ne s'est pas arrêtée même après les excuses officielles au regard des erreurs. Le manque de clarté sur le cadre des responsabilités des nommés, et le besoin d'un nouveau niveau de bureaucrates a aussi été questionné. Quand bien même les salaires des nommés est très élevé, selon Andrew Brandler, « le gouvernement est dans une position difficile parce que le rôle des nouveaux nommés n'est pas défini. » Des personnalités du monde de l'éducation ont contesté la « perte de 4 millions de HKD » pour leur ministère, et se sont montres inquiets sur les rôles exacts que Kenneth Chan et Jeremy Young joueraient. Une source interne au Bureau de l'Éducation a été citée comme disant que le gouvernement était lui-même surpris : « ...beaucoup de gens se demandent pourquoi ils valent la peine d'être payés autant. »
Un éditorial de The Standard a remarqué que les critiques provenant des anciens hauts fonctionnaires étaient le reflet du fait que ceux-ci, autrefois responsables de leurs domaines respectifs, avaient dû s'adapter aux changements dans leurs responsabilités. Il suggérait que les officiers administratifs pourraient avoir besoin d'encore plus de temps pour accepter les sous-secrétaires et assistants politiques au vu de leur expérience politique limitée, quel que soit leur potentiel.

### Comparaison salariale
Le salaire des sous-secrétaires de 220 000 HKD par mois (20 400 EUR) est supérieur à celui que gagnait la secrétaire d'État Condoleezza Rice ou le gouverneur de la Réserve fédérale des États-Unis Alan Greenspan. Un assistant politique gagnerait plus que ce que Tony Snow gagnait (10 000 $ par mois) en tant que porte-parole de la Maison-Blanche.
L'observateur politique Michael Chugani a déclaré qu'il n'y avait « aucune raison crédible pour laquelle ces politiciens débutants devraient être mieux payes que les ministres des autres pays. » Lau Ngai-keung s'est montré sceptique sur la capacité des nominations politiques a encourager le développement de talents politiques locaux, notant que ces nommés gagnent jusqu'à 6 fois plus que les députés du Conseil Législatif. Tsang a demandé au public de ne pas faire de jugement précipite, étant donné qu'il n'y avait pas de standard objectif pour juger la valeur des nommés en dehors de leur performance future. Gregory So, Florence Hui et Gabriel Leung ont déclaré qu'ils n'avaient pas accepté leur nomination pour l'argent mais pour servir la communauté.
Les nominations ont déclenche de la part des syndicats de fonctionnaires des demandes d'augmentation de salaire. En septembre 2008, la fédération des syndicats de fonctionnaires de Hong Kong a déclaré que les niveaux de rémunération des assistants politiques mettait en berne le moral au sein de la fonction publique. Son président a dit « beaucoup de fonctionnaires avec des années d'expérience de management ne sont pas payés au niveau de Paul Chan, 28 ans et sans expérience », et a lancé une pétition auprès du gouvernement pour que les niveaux de salaires soient étudiés indépendamment.

### Autres critiques
Une opinion publiée dans Asia Times a suggère que le système récompenseraient ceux qui sont loyaux au gouvernement actuel, renforcerait le soutien à Tsang et plairait à Pékin, sous couvert de développer les talents politiques. Seuls deux des huit nouveaux nommés ont une expérience professionnelle qui correspond à leur position, ce qui fait dire à l'auteur que le chef de l'exécutif « apprécie s'entourer de laquais politiques faibles, amicaux envers Pékin et incapables de donner un avis original. »
Frank Ching pense que le système de nomination politique a érodé l'importance de la fonction publique, dont les plus hauts fonctionnaires ne font plus que mettre en place les politiques au lieu de les concevoir. Il considère que la baisse de motivation depuis 2002, du fait de l'introduction de trois couches successives de nominations politiques, a amené certains bureaucrates autrefois silencieux et loyaux comme John Chan et Joseph Voice à critiquer ouvertement le gouvernement. Anson Chan dit que Tsang a échoue dans la compréhension des attentes réelles des citoyens. « Le fiasco souligne l'impossibilité de soutenir un système de nominations politiques sans mandat populaire. »
Dans une opinion publiée dans le South China Morning Post, Joseph Wang a écrit que les membres du conseil législatif partageaient les torts en ayant fait un chèque en blanc au gouvernement pour le processus de nomination. Il observe que lorsque le système proposé fut présenté au conseil législatif, ses membres ne sont pas parvenus à ce que le gouvernement explique ou clarifie quels critères spécifiques ou règles le comité de nomination et les hauts fonctionnaires utiliseraient.

Lors de sa visite officielle a Hong Kong en juillet 2008, le vice-président chinois Xi Jinping a fait quelques commentaires qui ont été interprètes par certains comme des critiques à peine voilées de Tsang. Xi a conseillé à Tsang comment surmonter les difficultés qu'il rencontrait (avec les nominations) : 

« Nos attentes vis-à-vis de l'équipe dirigeante peuvent être résumées en deux phrases : [gouverner] sensiblement et raisonnablement ; solidarité et haute efficacité »

— Xi Jinping, lors d'une rencontre avec des hauts-fonctionnaires hongkongais le 7 juillet 2008

## Débat au conseil législatif pour forcer la divulgation
Le Parti Démocrate a déposé une motion invoquant les pouvoirs et privilèges du Conseil Législatif pour forcer le gouvernement a dévoiler les critères de choix et la justification de chaque nomination, et pour déterminer la rémunération qui lui est liée. Un vote était prévu le 26 juin 2008.
Donald Tsang a effectué un discours inédit de 20 minutes avant le débat sur une motion déposée par Lee Wing Tat en essayant d'apaiser les critiques. Tsang a utilisé un ton paternaliste auprès de la chambre en considérant qu'il y avait eu un débat excessif autour du sujet. « C'est le moment d'y mettre fin... Nous devrions dédier toute notre énergie aux choses qui importent au peuple de Hong Kong, en particulier leurs conditions de vie »,. Tsang a nié les allégations selon lesquelles Norman Chan aurait effectué du favoritisme durant le processus de sélection, « Ce n'est pas juste d'identifier ces nommés comme les sbires de Chan. Chan connaît des gens de nombreux secteurs. » Après son discours, Tsang a refusé de répondre aux questions; et celui-ci a été suivi de ceux du Premier secrétaire de l'administration et du secrétaire à la justice.

La motion de Lee a été rejetée comme prévu avec 22 voix pour, 29 contre et une abstention après environ sept heures de débats houleux. The Standard a observé que la tentative de Tsang d'asseoir son leadership s'était retournée contre lui. Le discours de Tsang a été critique comme étant « dédaigneux » et « méprisant » par le législateur de la circonscription fonctionnelle du Droit, Margaret Ng. 

« L'économie est peut-être la priorité absolue dans les esprits de la majorité, mais... l'absence de transparence et de responsabilisation de toute cette affaire souligne le copinage dont tant de Hongkongais ont peur, notamment parce que c'est un des précurseurs de la corruption. »

— Margaret Ng, 3 juillet 2008, South China Morning Post